# Castello di Hirado
Il castello di Hirado (in giapponese 平 戸 城, Hirado-jō), chiamato anche castello di Kameoka (亀 岡 城, Kameoka-jō ), è un castello giapponese situato nell'omonima città giapponese, nella prefettura di Nagasaki.
ll castello era la sede del clan Matsura, il daimyō del Hirado nella provincia di Hizen, Kyūshū.